# 克里瓦普斯托什
47°55′43″N 31°43′7″E / 47.92861°N 31.71861°E
克里瓦普斯托什（烏克蘭語：Крива Пустош），是烏克蘭南部的村莊，隸屬尼古拉耶夫州的沃茲涅先斯克區。該村始建於1820年，面積1.255平方公里，海拔高度113米，2001年人口406，人口密度每平方公里323.51人。